# Isotes alberta
Isotes alberta es una especie de insecto Coleóptero de la familia Chrysomelidae.
Fue descrita científicamente en 1956 por Bechyne.